# Premio Etruria Cinema
Il premio Etruria Cinema è un riconoscimento cinematografico italiano, istituito nel 2002, che si assegna su base annuale.

## Storia
Volto a premiare la creatività femminile nell'industria del cinema, esso è ideato dall'Associazione Culturale Mediterraneo, organizzazione romana di cui è presidente Pier Luigi Manieri che si occupa della promozione di eventi cinematografici come il convegno "Roma al cinema", che osservava le diverse relazioni tra la Capitale e il sistema cinematografico italiano, la rassegna "Frascati& Cult" che ha proposto tra gli ospiti Marco Bellocchio e Pupi Avati, e la rassegna cinematografica, letteraria e fotografica "Sguardi al femminile", gemella del premio Etruria Cinema che ha avuto tra gli ospiti esponenti della cultura italiana quali Susanna Tamaro, Dacia Maraini, Luciano De Crescenzo, Roberta Torre e Ferzan Ozpetek.
Il premio è diviso in due sezioni, lungometraggi e cortometraggi, nell'ambito del quale sono premiate le migliori attrici, sceneggiatrici, registe e artiste emergenti.
Le prime due edizioni, quelle del 2002 e 2003, si svolsero a Tolfa (Roma); dal 2004 si svolge a Roma, normalmente a dicembre.
L'edizione più recente, la settima, si è svolta l'11 dicembre 2008 a Roma: la madrina della manifestazione è stata Alessia Barela (messasi in luce per Velocità massima del 2002) e, tra le premiate, figurano Marina Rocco nella categoria rivelazioni (per Amore, bugie e calcetto), Alba Rohrwacher, miglior attrice in assoluto per Il papà di Giovanna, Claudia Zanella per Amore che vieni, amore che vai, Daniela Virgilio per la miglior interprete televisiva Romanzo criminale - La serie, Chiara Conti per La canarina insanguinata e la francese Diane Fleri per Solo un padre.
Hanno inoltre vinto Lisa Romano, come miglior sceneggiatura originale e Laura Muscardin per la miglior regia. Premiata alla carriera la regista Cinzia TH Torrini. Premi tecnici e professionali sono andati a: Federica Lucisano miglior produttrice, Patrizia Cafiero, miglior ufficio stampa e Gioia Levi, miglior agente.
Tra le vincitrici delle passate edizioni figurano nomi di artiste affermate quali Jasmine Trinca, Laura Chiatti, Cristiana Capotondi, Stefania Rocca, Valeria Golino, Angela Finocchiaro, Donatella Finocchiaro, Sabrina Impacciatore, Michelle Carpente, Violante Placido, Francesca Inaudi, Piera Degli Esposti, Sandra Milo, Valentina Lodovini, Loredana Cannata e Franca Valeri.